# 2020중국국방력보고서
2020중국국방력보고서(2020 china military power report)는 2020년 미국 국방부에서 발표한 보고서로, 중화인민공화국의 국방력의 동향에 대해 다뤘으며, 현재 2020년 중국이 가진 200여발 남짓의 핵탄두가 5년내로 최소 2배 이상 늘어날 것을 경고했다. 또한 보고서는 이어 중국이 이미 몇몇 전력 현대화의 영역에서 미국과 동등해졌거나 심지어 능가하는 상황이라며 군함건조와 지상기반 재래식 탄도·순항 미사일, 통합방공망 등을 예로 들었다. 이 보고서는 중국의 민주주의 국가들에 대한 안보 위협에 있어 미국의 우려, 오바마 행정부의 아시아 회귀 전략 이후 다듬어진 아시아 태평양 정책에 대한 미국 국방부의 입장을 보여준다.

## 배경
미 국방부는 2020년 9월 1일(현지시간) 의회에 제출하는 ‘2020 중국 군사력 보고서’를 공개했다. 보고서는 중국이 핵전력 확대와 현대화에 전력하고 있으며 앞으로 10년 안에 현재 200기가 조금 넘는 중국의 핵탄두 보유량이 최소 2배로 늘어날 것으로 전망했다. 미국이 위협적으로 보고 있는 지상발사 대륙간탄도미사일(GLBM) 장착용 핵탄두가 현재 100기 정도인데 5년 안에 200기로 늘어날 것이라고 예상했다. 중국은 국방부 보고서가 사실과 다르다고 반박했다. 중국 국방부 신문국은 2일 “미국의 이번 보고서는 제로섬 게임의 냉전 사고로 가득 차 있다”면서 “이른바 ‘중국 군사 위협’을 부각해 중국의 국방 정책과 군사 전략을 왜곡하고 있다”면서 “우리는 상황을 봐서 진일보한 반응을 보일 것”이라고 경고했다.

### 대중국 포위연대의 준비
2020년 8월 31일, 미국은 미국·일본·인도·호주 4개국을 통합한 국제기구인 쿼드(국제기구)를 출범할 뜻을 밝혔다. 쿼드는 대중국 포위망을 구축하기 위한 아시아 태평양 주요국들의 반(反)중국 군사동맹 성격이 매우 높아, 비슷한 시기에 발표한 2020중국국방력보고서와 맥을 같이 한다.

## 개요
해당 보고서는 전반적으로 중국의 국방력 증강 추세를 다뤘다. 아래는 중국 인민해방군의 각군의 전력증강에 대한 언급들이다.

### 중국 육군
그런가하면, 보고서는 마냥 중국군이 강해지는 것이 아니라 갈 길이 멀다고 평가하기도 했다. 중국 보병부대의 장비는 마오쩌둥 시대의 것을 아직도 사용하고 있어 진전이 없다고 지적했다.

### 중국 해군
중국이 130척의 수상전투함정을 비롯해 모두 350척의 군함과 잠수함을 보유하고 있어 세계에서 가장 규모가 큰 해군력이라고 지적하면서 미 해군의 경우 올해 초까지 293척 정도를 보유한 상황이라고 설명했다.

### 중국 공군
중국은 두 개의 주요 국영을 통해 국내 항공 산업을 발전시키고 있다. 특히 COMAC은 코맥 ARJ21 여객기 개발과 청두 J-20, 시안 H-20등 미래 전장에 필요한 군용기도 같이 개발하는 회사임을 강조했다.

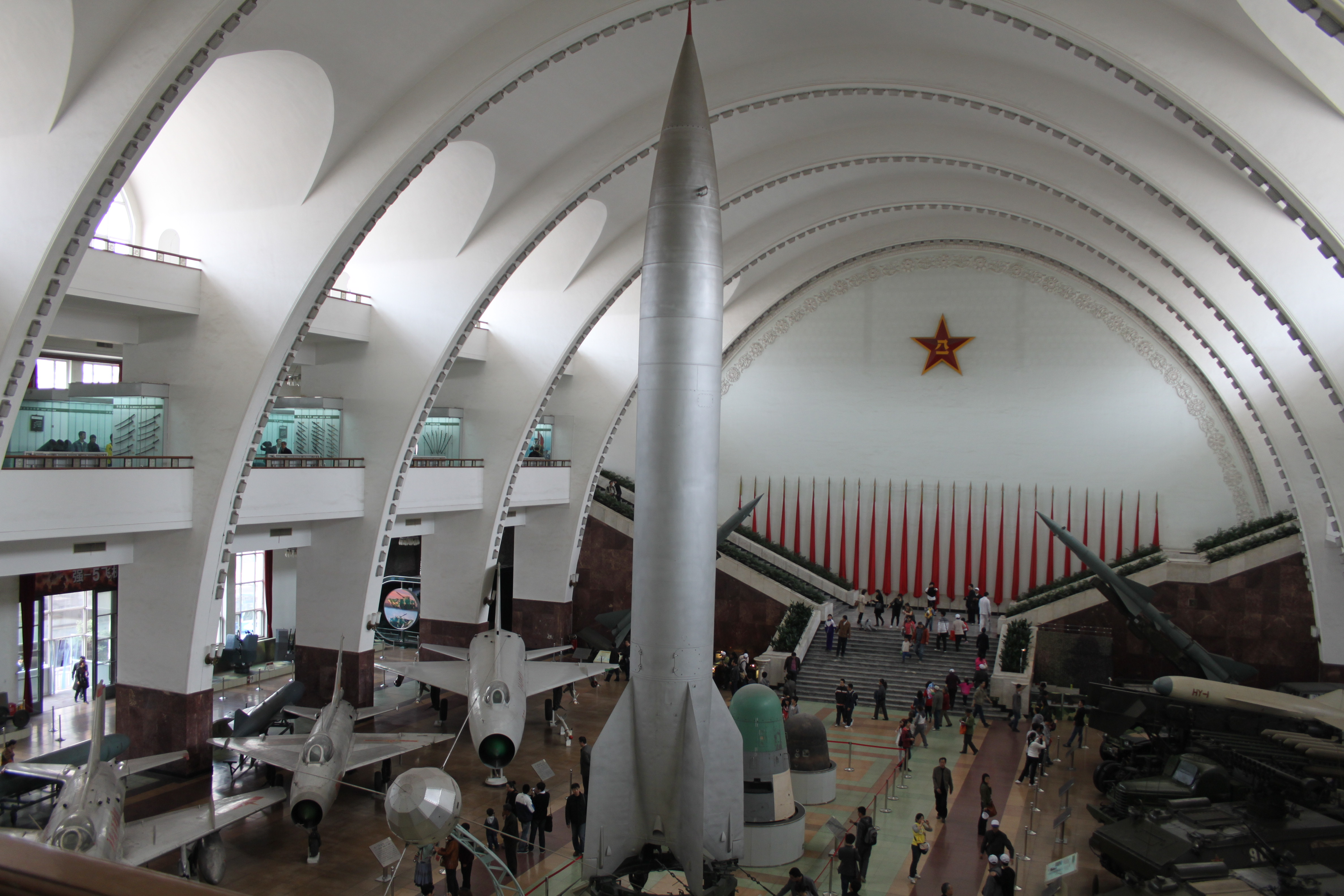
중국의 우주항공 기술은 이미 세계적인 수준이다.

### 중국 전략자산
사거리 500km~5,500km 지상발사 탄도미사일(GLBM)과 지상발사 순항미사일(GLCM) 1,250개 보유하고 있다.
러시아로부터 S-300, S-400과 중국 자국산 지대공 미사일 등의 방공 시스템을 통해 세계 최고 방공 선진국으로 발돋음한다.
극초음속 무기를 언급했다. 선진국 수준과 다르지 않은 중국의 극초음속 무기가 꾸준히 실험되고 있다는 점을 강조했다.

### 국방비에 관한 언급
그러면서 중국의 2019년 공식 국방예산은 1천740억 달러지만 연구개발과 외국무기 조달 등의 항목이 빠져 있어 실제 지출은 2천억 달러를 넘을 수 있다고 지적했다.
미국의 2019년 국방비 지출은 6천850억 달러였으며 일본은 540억 달러, 한국은 400억 달러, 대만은 109억 달러 수준이었다고 CNN방송은 부연했다.
|          | 국방비(US$) |
| -------- | ----------- |
| 미국     | 6,861억     |
| 중국     | 1,740억     |
| 인도     | 617억       |
| 러시아   | 548억       |
| 일본     | 539억       |
| 대한민국 | 398억       |
| 중화민국 | 109억       |

## 결론

### 중국의 군사굴기 달성
중국 인민해방군은 2035년까지 군 현대화 프로그램을 마친다. 2049년에는 세계적인 수준의 군대로 발돋음한다.

### 중국의 산업굴기 달성
중국은 국방건설과 동시에 기술을 산업화에도 연계할 것이다. ICT 기술, 고급 제조, 양자 기술, 대체 에너지 및 생명공학 기술까지 많은 S&T 개발을 위해 투자를 아끼지 않고 있다. 인공지능, 빅 데이터 등 제4차 산업 혁명에 필요한 기술을 통해 국방·사회·경제 전 방위적으로 세계를 리드할 것을 목표로 하고 있다.

#### 산업 안보 위협 언급
그러나 중국 기업의 5G 네트워크 기술 확장은 다른 국가들과 기업들의 정보 안보에 위협을 줄 것임을 우려한다는 미국 국방부의 입장을 밝혔다.

## 같이 보기
- 중국 인민해방군
- 핵무기
- 핵무기 보유국
- 재래식 무기
- 자유롭고 열린 인도 태평양